# The Reign of the Superman
The Reign of the Superman är en novell publicerad i januari 1933, skriven av Jerry Siegel och illustrerad av Joe Shuster. Den var första gången duon använde namnet Superman för en karaktär, samma namn som duon senare skulle ge till superhjälten som kom att heta Stålmannen på svenska.

## Publicering
High school-vännerna Jerry Siegel och Joe Shuster försökte sälja berättelser för att tjäna pengar under den Stora depressionen. När man inte lyckades hitta en utgivare skapade 18-årige Joe Shuster tidningen Science Fiction: The Advance Guard of Future Civilization.
I en intervju med Jerry Siegel 1983, sade han att han skrev berättelsen "The Reign of the Superman" 1932. Historien var inspirerad av Friedrich Nietzsches begrepp övermänniskan, och namnet Superman är en direkt översättning av Friedrich Nietzsches fras "Ich lehre euch den Übermenschen" ("Jag skall lära dig om övermänniskan") från boken Also sprach Zarathustra som publicerades 1883. George Bernard Shaw hade populariserat begreppet i sin teaterpjäs Mannen och hans överman (Man and Superman) 1903 och i romanen Tarzan of the Apes från 1912 av Edgar Rice Burroughs refererar karaktären Jane Porter till Tarzan som "övermänniska". Siegel kom senare att ange Tarzan som en influens när han skapande Stålmannen.
Novellen publicerades i Science Fiction: The Advance Guard of Future Civilization nummer 3 med  Shuster som illustratör. Siegel publicerade berättelsen under pseudonymet Herbert S. Fine, som var en kombination av hans kusins namn, Herbert och hans moders flicknamn.

## Handling
Kemisten och tillika professorn Ernest Smalley, en galen vetenskapsman, väljer ut en resande vid namn Bill Dunn vid ett soppkök och erbjuder honom att delta i ett experiment i utbyte mot mat och nya kläder. När Smalleys experiment ger Dunn telepatiska krafter försöker han använda sina superkrafter till onda ändamål för att få världsherravälde. Dunn upptäcker dock att verkan av medlet är kortvarig.  Smalley gör ett försök att döda Dunn och själv få samma krafter, men blir istället dödad av Dunn. Dunn kan inte återskapa den hemliga formeln och blir normal igen när kraften avtar.

## Samlarvärdet
Endast få exemplar av Science Fiction nummer 3, där historien först publicerades, finns idag kvar. Samlarna värderar den högt både på grund av att den är ovanlig och novellens betydelse för skapandet av DC Comics Superman. I september 2006 auktionerades ett exemplar ut för 47 800 amerikanska dollar på Heritage Auction Galleries i Dallas.

### Fotnoter
1. ↑  Daniels (1998), p. 13.
2. ↑  Tales from the Comics Crypt Arkiverad 9 juni 2008 hämtat från the Wayback Machine.
3. ↑  "Happy Anniversary, Superman!" Arkiverad 5 oktober 2006 hämtat från the Wayback Machine.
4. ↑  The Jewish Virtual Library: Superman
5. ↑  ”The Reign of the Superman”. Arkiverad från originalet den 3 januari 2017. https://web.archive.org/web/20170103023328/http://www.dialbforblog.com/archives/305/. Läst 29 september 2012.
6. ↑  The Way We Live Now: 6-22-03: On Language; Hyperpower
7. ↑  Comics in Context #133: Swinging Down Broadway
8. ↑   Superman History: The Creation of the Man of Steel Arkiverad 24 december 2007 hämtat från the Wayback Machine.
9. ↑  ”Happy 45th Anniversary, Superman!” (på engelska). The University of Virginia. Arkiverad från originalet den 13 juni 2013. https://web.archive.org/web/20130613050021/http://xroads.virginia.edu/~ug02/superman/45thanniversary.html. Läst 29 september 2012.
10. ↑  Rare Mimeographed 1933 Booklet Sells for $47,800! Arkiverad 9 april 2008 hämtat från the Wayback Machine.